# Neil Simon Theatre
Il Neil Simon Theatre, precedentemente noto come Alvin Theatre, è un teatro di Broadway sito nel Midtown Manhattan a New York.

## Storia
Progettato da Herbert J. Krapp, il teatro aprì al pubblico il 22 novembre 1927 con il musical dei fratelli Gershwin Funny Face, con Fred ed Adele Astaire. Cinque anni dopo Ethel Merman fece il suo debutto a Broadway proprio in questo teatro, dove quattro anni più tardi ottenne il successo interpretando Reno Sweeney nella prima di Anything Goes di Cole Porter. L'anno dopo l'opera dei Gershwin Porgy and Bess fece il suo debutto newyorchese all'Alvin Theatre. Nel 1965 Liza Minnelli vi fece il suo esordio sulle scene e dodici anni dopo il musical Annie debuttò all'Alvin Theatre, dove rimase in scena per quasi sei anni. 
Nel 1977 la Nederlander Organization acquistò il teatro e lo ribattezzò Neil Simon Theatre nel 1983 in onore del celebre commediografo. Nel 2002, dopo lavori di ristrutturazione che ampliarono la capienza del teatro dal 1328 a 1467 spettatori, il Neil Simon ospitò lo one woman show di Elaine Stritch Elaine Stritch at Liberty, mentre nel 2009 il primo revival di Ragtime fu messo in scene proprio in questo teatro. Nel 2011 il musical Catch Me If You Can, adattamento teatrale di Prova a prendermi, fu messo in cartellone al teatro, con Aaron Tveit nel ruolo di Frank Abagnale.  Negli anni 2010 il teatro ha ospitato i revival dei musical Gigi e Cats e un acclamato revival del dramma di Tony Kushner Angels in America, diretto da Marianne Elliott ed interpretato da Andrew Garfield e Nathan Lane.